# 高地戦
『高地戦』（こうちせん、原題：고지전）は、2011年公開の韓国映画。朝鮮戦争における南北境界線付近の高地をめぐる極限の戦いを描いた作品。第84回アカデミー賞外国語映画賞韓国代表作品。第48回大鐘賞最優秀作品賞、第32回青龍映画賞撮影賞、美術賞受賞作品。

## ストーリー
朝鮮戦争末期の1953年冬、南北境界線をめぐる停戦協議は難航し、境界付近の高地では激しい攻防が続いていた。韓国諜報隊のウンピョ中尉は、最前線の「エロック高地(AERO-K)」で戦うワニ中隊にいるとされる人民軍の内通者を調査するために現地へ派遣される。かつてワニ中隊が参戦していた戦いで死亡した韓国軍兵士の体内から味方の弾丸が見つかり、また現在においては人民軍兵士の韓国国内の家族へワニ中隊から手紙が届くなど、怪しい点は複数あった。
ウンピョは生き別れになっていた親友スヒョクがワニ中隊に所属していたことに驚きつつ、行動を共にする中で、彼らが人民軍側と手紙をやり取りしていることを知る。しかしそれは諜報隊が危惧していた類のものではなかった。
韓国軍と人民軍の衝突が続くエロック高地では陣地奪還の応酬が起こっており、そのたびに発生する荷運びを厭ったワニ中隊の面々は、撤退時には貴重品を陣地内の壕に埋め隠し、占領時に掘り起こして回収するという手法を考え出していた。人民軍の中にこれに気づく者が現れ、当初は嫌がらせが仕掛けられたものの、やがて相手国内にいる親族への手紙を代送したり、煙草や酒を融通しあう、自国で流行っている楽曲の歌詞を教えるといった友好的な交流へ発展していたのである。
あるときワニ中隊が陣地を奪還して埋められた物品を確かめると、美しい少女の写真が同封された女性宛の手紙があり、これを手紙を書いた兵士の妹であろうと考えたスヒョクは「お前の妹は俺がもらってやってもいい」との返事を埋めておいた。その手紙の書き手は、成長した自分の姿を韓国にいる家族に見せたいと願い、自分の名前宛という形の手紙に自身の写真を添えた人民軍の女兵士テギョンであった。次に陣地を占領してスヒョクの返事を受け取ったテギョンは仲間たちに隠れて微笑み、返信を大事に扱う。
韓国軍は、着弾から2秒経ってようやく発砲音が届くほどの長距離狙撃を行う人民軍兵士の猛威に晒され、その狙撃手を「2秒」と呼称していた。ワニ中隊は「2秒」の排除作戦を決行するが、先手を取られ、若年兵のソンシクが狙撃されて深手を負う。スヒョクは「2秒」が他の韓国軍兵士を引きずり出すべくあえてソンシクに止めを刺さないことを利用し、ソンシクをさらに撃たせることで「2秒」の位置を絞り込み、目途を付けた一帯を爆撃することで仕留めようとするも失敗。ソンシクは出血多量で死亡する。ウンピョは偶然から「2秒」に銃を突きつけるものの、相手がまだ年若い少女であり、しかも以前、川で洗い物をする彼女と会話していたことを思い出して動揺し、取り逃してしまった。ウンピョの感情的な失態を責めるスヒョクと、スヒョクの冷酷な決断を責めるウンピョだが、精神を病んでいた中隊員の一人が突如銃を乱射し始めたことで二人の争いは中断される。説得に当たったイリョン中隊長が撃たれるも、痛みを感じる様子を見せない。イリョンはモルヒネ中毒であった。
事情を尋ねるウンピョに、スヒョクは過去の戦場での出来事を語った。ワニ中隊は撤退のため必死で船に乗り込んだが、すでに乗員満載の船になおも乗り込もうとする味方が邪魔をして発進できず、全滅の危機に瀕した。当時まだ一兵士であったイリョンが船に乗っていない味方を機銃で掃討したことで、ようやく撤退できたのだ。その悲惨な光景に心を病む隊員を出しつつも、自分たちがイリョンにより救われたことを知るワニ中隊は総意として事情を秘密にしていた。これが味方に撃たれた韓国軍兵士の真相であり、すなわち内通者は存在しなかったのである。イリョン自身は味方を虐殺した事実に苦悩してモルヒネ中毒に陥り、自暴自棄な突撃を行うようにもなったが、皮肉なことにそれが戦功となって中隊長に昇進していた。
その後、人民軍は圧倒的な動員をかけてエロック高地を占領し、撤退するスヒョクと、追跡する「2秒」は狙撃戦に入った。互いに相手を発見するが、スコープの先に写真の少女を見つけたスヒョクは思わず躊躇い、一方スヒョクを知らない「2秒」ことテギョンは躊躇いなく彼を殺害する。スヒョクの遺体を駐屯地へ運んだワニ中隊を待っていたのは、正式に停戦協定が結ばれるとの報せだった。わずかな時間の差で戦死したスヒョクを悼みつつ、ワニ中隊が川で水浴びを行うところへ人民軍が通りがかり、一触即発の事態に陥るも、人民軍中隊長ジョンユンは攻撃の意志を示さずカップを投げて寄越した。それは秘密の交流が行われていたあの壕に置いてあったものだった。彼らは緊張を解き、別れの言葉をかけ合って穏やかにその場を後にする。
ところが協定の発効が即時ではなく12時間後とされていたため、「エロック高地は12時間後に占領している側の領土となる」との理屈により、ワニ中隊は総攻撃を命じられる。人民軍側でも同様の死守命令が下され、兵士たちは半日後の停戦を知りつつも殺し合うことになった。
霧の中で突撃命令を待つワニ中隊の元へ、陣地にいる人民軍から歌声が届く。それはかつてワニ中隊が歌詞を教えた曲であった。ワニ中隊も声を合わせ歌うが、ついに霧が晴れると、吶喊の檄に変わる。アメリカ軍による爆撃も加わり敵味方なく命を落とす激しい混戦の中、ウンピョは不意にテギョンと遭遇し、彼女を刺殺する。イリョンは重傷の身で彷徨うところをジュンユンに射殺された。
ウンピョが荷埋めに使われていた壕に立ち入ると、そこにはジュンユンの姿があった。川での遭遇から互いの背景を知る二人は、まだ戦闘が行われる最中、壕に隠してあった酒を飲み交わし煙草を吸う。無線がようやく停戦協定の発効を伝えると揃って大笑いするが、すでに致命傷を負っていたジュンユンはそのまま息を引き取った。
静まり返るエロック高地を彷徨うウンピョ。彼はワニ中隊唯一の生存者であった。

## キャスト
※括弧内は日本語吹替

### 韓国軍 ワニ中隊
- カン・ウンピョ中尉：シン・ハギュン（内田夕夜）
- キム・スヒョク中尉：コ・ス（加瀬康之）
- シン・イリョン大尉：イ・ジェフン（櫻井トオル）
- ナム・ソンシク二等兵：イ・ダウィ
- オ・ギヨン軍曹：リュ・スンス
- ヤン・ヒョサム曹長：コ・チャンソク
- ユ・ジェホ大尉／新中隊長：チョ・ジヌン
- イ・サンオク：チョン・インギ（西村太佑）
- ファン・ソンチル：パク・ヨンソ

### 人民軍
- ヒョン・ジョンユン中隊長：リュ・スンリョン
- チャ・テギョン狙撃手：キム・オクビン（あんどうさくら）
- ヨン大佐：チョン・グックァン
- チェ大将：チェ・ジョンウ
- 総大将：キム・ガンイル
- 連絡兵：ホン・ヨングン
- イ・スンウォン

## 受賞
- 第84回アカデミー賞 外国語映画賞 韓国代表
- 第31回ハワイ国際映画祭 招待
- 第23回パームスプリングス国際映画祭 コンペティション部門 招待
- 第35回ポートランド国際映画祭 招待
- 第30回アジアン・アメリカン国際映画祭 シネアジア部門 出品
- 第8回シネマジア映画祭 招待
- 第14回ウーディネ極東映画祭：観客賞
- 第2回アトランタ大韓民国映画祭 招待
- 第32回青龍映画賞：人気スター賞（コ・ス）
- 第32回青龍映画賞：撮影賞（キム・ウヒョン）
- 第32回青龍映画賞：美術賞（リュ・ソンヒ）
- 第48回大鐘賞：最優秀作品賞
- 第48回大鐘賞：企画賞（イ・ウジョン）
- 第48回大鐘賞：撮影賞（キム・ウヒョン）
- 第48回大鐘賞：照明賞（キム・ミンジェ）
- 第20回釜日映画賞：最優秀作品賞
- 第20回釜日映画賞：脚本賞（パク・サンヨン）
- 第20回釜日映画賞：助演男優賞（コ・チャンソク）
- 第20回釜日映画賞：新人男優賞（イ・ジェフン）
- 第16回釜山国際映画祭：韓国映画の今日 - パノラマ部門 出品
- 第31回韓国映画評論家協会賞：最優秀作品賞
- 第31回韓国映画評論家協会賞：監督賞（チャン・フン）
- 第31回韓国映画評論家協会賞：脚本賞（パク・サンヨン）
- 第31回韓国映画評論家協会賞：新人男優賞（イ・ジェフン）